# Habropoda schafelneri
Habropoda schafelneri är en biart som beskrevs av Schwarz och Gusenleitner 2001. Habropoda schafelneri ingår i släktet Habropoda och familjen långtungebin. Inga underarter finns listade i Catalogue of Life.